# Megacyllene horioni
Megacyllene horioni är en skalbaggsart som beskrevs av Friedrich F. Tippmann 1960. Megacyllene horioni ingår i släktet Megacyllene och familjen långhorningar. Inga underarter finns listade i Catalogue of Life.